# 성령세례
성령세례(聖靈洗禮, 영어: baptism with the Holy Spirit, baptism in the Holy Spirit, baptism in the Holy Ghost)는 기독교 교회, 성령의 은사의 부어주심, 그리고 기독교 사역에 위한 능력의 수여와 연관되는 것이며, '물세례'(baptism with water)와는 구별된다.
성령세례라는 용어는 신약성서에서 기원하는데 모든 기독교 전통이 그것을 신학적 개념으로 받아들인다. 그럼에도 불구하고 모든 교파에서는 구원론과 교회론에서 다양한 의미로 해석한다. 그 결과 성령세례는 교회의 예전의 한 부분으로 이해되어 왔지만 중생과 같은 의미로, 기독교 완전교리, 그리고 기독교인의 삶과 봉사를 위한 은사의 제2 사역으로 이해되었다.
19세기 성결운동과 20세기 초 오순절주의 출현이전에 기독교 교파에서는 성령의 세례를 회심과 중생에 물 세례와 견진례를 교회의 의식으로 믿어왔지만 오순절운동과 은사운동 교회들의 확장으로 성령세례는 또 다른 경험이라고 주장하게 되었다.

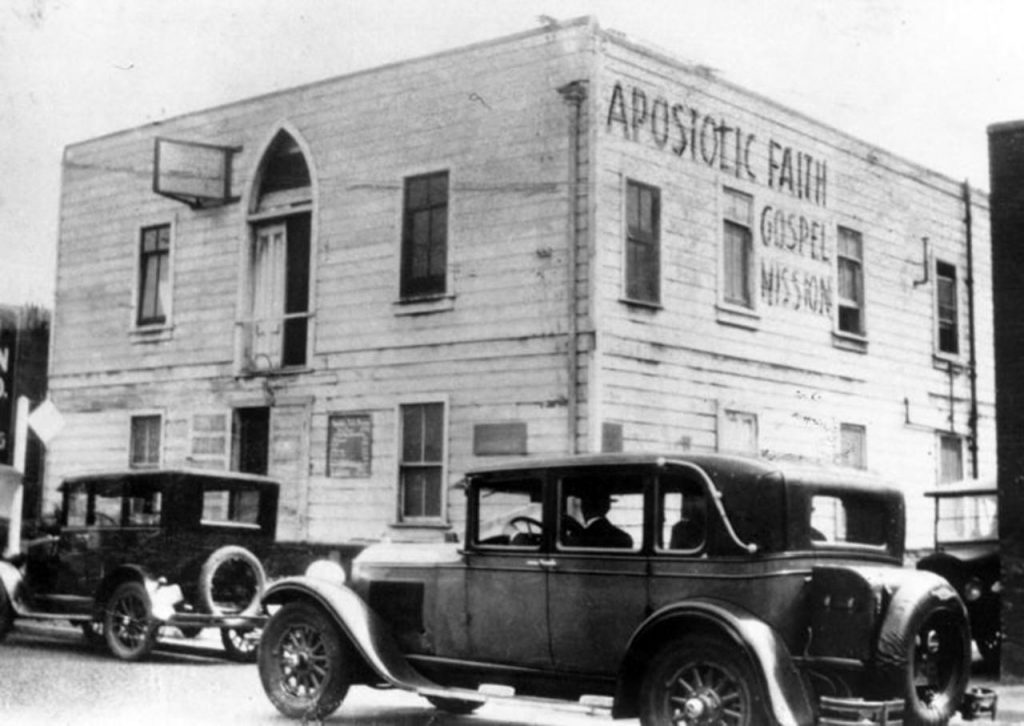
오순절운동이 시작된 아주사 거리에 있는 사도적 신앙 선교회

## 성경 참조
- Matthew 3:11:...그는 너희에게 세례를 줄 것이 성령으로..."
- Mark 1:8:...그는 너희에게 세례를 줄 것이 성령으로..."
- Luke 3:16"그가 너희에게 세례를 줄 것이 성령으로..."
- Luke 3:22:"...그리고 성령을 내려 그를 따라에서 비둘기 같은 형체로다."
- Luke 11:13:"다 얼마나 더 많은 것이 하나님 아버지께서 구하는 자에게 성령을 주시지 않겠느냐 하시니라."
- Luke 24:49:...숙박 여기에 도시에서 때까지 당신에게 위로부터 능력을 입히울 때 높습니다." (이행 Acts 2)니다.
- John 1:33:다 하는 사람 세례를 베푸시는 성령입니다."
- Acts 1:4–5:...아버지의 약속하신 것을...";...당신 성령으로 세례를 받고..."
- Acts 2:1–4:"그들 모두는 성령의 충만함을 받고 성령이 말하기 시작하였고 다른 언어로..."
- Acts 2:14–18:다 내가 내 영을 부어다..."(견적 Joel 2:28–29).
- Acts 4:31:...그들이 모두 성령의 충만함을 받고 성령이다."
- Acts 8:14–17:다 그들을 위해기도하고 있는 그들은 성령을 받으라...";...으로 아직 성령이 아직 오지 않았을 때에 그들이...";다 그들은 성령을 받았다";...성령이었을 통해 주어진 누에 있는 사도들의 손에 있습니다...."
- Acts 9:17:...예수...나도 너희를 보내노라...할 수 있는...성령으로 충만입니다."
- Acts 10:44–48:"성령이 모든 사람들에게 말씀을 듣고...";...성령의 선물이었 쏟으시고...";...있는 사람은 성령을 받았다."
- Acts 11:15–16:"...성령이 떨어졌다 그들에게...";...당신 성령으로 세례를 받고..."
- Acts 15:8:"하나님께서 증언을 제공함으로써 그들에게 그들이,성령이 그랬던 것처럼 우리에게"
- Acts 19:1–6:"당신은 성령을 받으라...?"; ...성령이 그들에게 와서,그들은 말했 방언하고 예언하기를..."
- 1 Cor 12:13:"하나의 영은 우리가 세례를 받으로 한 몸--유대인이나 헬라인이 노예 또는 무료입니다.니다.니다."
- Gal 3:2:"을 받았습 Spirit...by 믿는 당신이 무엇을 듣는가?"
- Eph 1:13:"...표시된 씰의 약속의 성령"

## 같이 보기
- 빙의

1. ↑  Grudem 1994, 763–64쪽.